# Putyla
Putyla (in ucraino Путила?) è un insediamento rurale ucraino (3 374 abitanti) nel distretto di Vyžnycja, nell'oblast' di Černivci. Ospita l'amministrazione della comunità territoriale di Putyla, una delle comunità territoriali dell'Ucraina.
Fino al 18 luglio 2020 Putyla è stata il centro amministrativo del Distretto di Putyla, abolito come parte della riforma amministrativa dell'Ucraina, che ha ridotto a tre il numero dei distretti dell'oblast' di Černivci. L'area del distretto di Putyla è stata fusa nel distretto di Vyžnycja.
Fino al 26 gennaio 2024 Putyla era classificata come insediamento di tipo urbano. Da tale data è entrata in vigore una nuova legge che ha abolito questo status e Putyla è stata riclassificata come insediamento rurale..